# Jimmy Smith (giocatore di football americano 1988)
James Smith, detto Jimmy (Fontana, 26 luglio 1988), è un ex giocatore di football americano statunitense che ha militato nel ruolo di cornerback per i Baltimore Ravens della National Football League. Fu scelto dai Ravens come 27º assoluto del Draft NFL 2011. Al college ha giocato a football a Colorado.

## Carriera professionistica

### Baltimore Ravens
Smith fu scelto dai Baltimore Ravens come 27º assoluto del Draft 2011. Il 20 novembre 2011, Smith mise a segno il suo primo intercetto in carriera su un passaggio di Andy Dalton contro i Cincinnati Bengals. Dopo un ritorno di 16 yard, la palla gli fu fatta scivolare da un giocatore dei Bengals, venendo recuperata da Brendon Ayanbadejo. Il suo secondo intercetto avvenne nella settimana 13 contro i Cleveland Browns. Il terzo invece avvenne nella finale della AFC contro i New England Patriots. Il passaggio di Tom Brady fu toccato da Bernard Pollard ed intercettato splendidamente da Jimmy Smith. Ciò non fu però sufficiente ai Ravens per vincere una partita punto a punto coi Patriots, venendo eliminati ad un passo dal Super Bowl.
Il 3 febbraio 2013, Smith mise a segno un tackle nel Super Bowl XLVII contribuendo alla vittoria dei Ravens sui San Francisco 49ers per 34-31, laureandosi per la prima volta campione NFL.
Nella prima gara della stagione 2013, Smith mise a segno sei tackle e forzò un fumble nella sconfitta contro i Denver Broncos. Quell'anno disputò come titolare tutte le 16 partite, terminando con un nuovo primato in carriera di 58 tackle, oltre a 2 intercetti e 2 fumble forzati.
Nell'ottavo turno della stagione 2017, Smith ritornò un intercetto su Matt Moore dei Miami Dolphins per 50 yard in touchdown nella vittoria per 40-0.
Il 3 ottobre 2022 Smith annunciò il suo ritiro dal football professionistico.

## Palmarès
- Super Bowl : 1

Baltimore Ravens: Super Bowl XLVII
- American Football Conference Championship: 1

Baltimore Ravens: 2012